# Jacopo Torriti
Jacopo Torriti, Jacopo da Torrita (XIII wiek) – włoski artysta, mnich franciszkański ze Sieny, który w XIII wieku wskrzesił sztukę układania kamiennej mozaiki; uczeń Cimabue. Pracował przy dekorowaniu bazylik św. Jana na Lateranie i Santa Maria Maggiore w Rzymie. Później pracował m.in. w Asyżu przy bazylice św. Franciszka.